# Follow You (canción de Imagine Dragons)
«Follow You» (en español: «Te Seguiré») es una canción de la banda estadounidense de Pop rock Imagine Dragons. Fue lanzada el 12 de marzo de 2021 por medio de KIDinaKORNER e Interscope Records, como uno de los dos sencillo principales de «Mercury – Act 1», la primera mitad de su quinto álbum de estudio junto a su lado B «Cutthroat». Fue escrita por la agrupación, el productor neozelandés Joel Little y las compositoras Elley Duhé y Fransisca Hall.

## Antecedentes
A principios de marzo de 2021, la banda publicó cuatro videos con mensajes crípticos a través de todas sus redes sociales (1, 2, 3, 4), cada uno de ellos contenía un mensaje secreto, lo cual llevó a los fans a descifrar y juntar las palabras que aparecían en cada uno de ellos. Tras formar el mensaje, este pedía que le pregunten a la asistente virtual Alexa: "¿Es Ragged Insomnia un buen nombre para una banda?". Al preguntarle esto al asistente inteligente, respondió: "Es una gran pregunta. Hay dos lados en cada moneda. Sigue a Imagine Dragons en Amazon Music para descubrir la respuesta el 12 de marzo".
Finalmente, el 8 de marzo, la banda publicó a través de sus redes sociales el nombre de las canciones, la portada del sencillo doble y anunció que ambas pistas serían lanzadas el 12 de marzo de 2021, marcando además, los primeros lanzamientos en solitario de Imagine Dragons desde el estreno de «Birds (feat. Elisa)», lanzada el 19 de junio de 2019.

## Composición
«Follow You» se inspiró en la relación del líder Dan Reynolds con su esposa Aja Volkman. Reynolds escribió la canción poco después de recibir un mensaje de texto de Volkman, que "le cambió la vida", sin haber hablado con ella en siete meses, mientras se dirigía a finalizar su divorcio:

«Esta canción fue escrita poco después de que mi esposa y yo volviéramos a estar juntos después de una separación de siete meses. Se trata de lealtad y de soportar los altibajos de una larga relación, una donde el amor no es perfecto, pero perdura. Desde entonces hemos tenido otro hijo juntos y acabamos de celebrar una década de estar juntos. Originalmente, mi único objetivo con él era solo poner una sonrisa en su rostro cuando se lo mostré en casa. 
Escribo tanto que la mayoría de nuestra música nunca ve la luz del día. Nunca pensé que esta canción sería un sencillo para el disco, sino solo para Aja.»
Dan Reynolds.

## Video Musical
El video musical presenta a Kaitlin Olson, protagonista de It's Always Sunny in Philadelphia, y a su creador, Rob McElhenney, quien recibió este concierto por su cumpleaños, a pesar de que Imagine Dragons es la banda favorita de Kaitlin y The Killers, la favorita de Rob, quienes, al igual que ID, son de Las Vegas. Ambos imaginan diferentes fantasías salvajes mientras escuchan a Imagine Dragons interpretar la canción en el escenario. Al terminar la canción, Rob y Kaitlin se marchan, a lo que Dan Reynolds les dice que tienen 10 canciones más que interpretar, pero ambos insisten en irse "antes de que toquen «Radioactive»". El video musical fue grabado en el Teatro Venetian de Las Vegas y fue dirigido por Matt Eastin.

## Presentaciones en vivo
«Follow You» fue interpretada por primera vez en The Late Show with Stephen Colbert el 24 de marzo de 2021 y volvió a ser presentada durante The Ellen DeGeneres Show el 13 de mayo de 2021. Asimismo, la canción fue interpretada en la presentación titulada «Live from The Bunker» como parte de la promoción de «Mercury – Act 1», junto a otras canciones del álbum. «Follow You» fue agregada al repertorio de canciones del «Mercury World Tour» e interpretada en las primeras dos etapas de la gira.

## Lista de sencillos
| Follow You / Cutthroat: Descarga digital, CD y 7" Vinilo |              |                 |          |  |
| N.º                                                      | Título       | Artista(s)      | Duración |  |
| 1.                                                       | «Follow You» | Imagine Dragons | 2:55     |  |
| 2.                                                       | «Cutthroat»  | Imagine Dragons | 2:49     |  |

| Follow You (Summer ’21 Version): Descarga digital |                                   |                 |          |  |
| N.º                                               | Título                            | Artista(s)      | Duración |  |
| 1.                                                | «Follow You» (Summer ’21 Version) | Imagine Dragons | 2:57     |  |

| Follow You (Summer ’21 Version): Streaming Spotify |              |                 |          |  |
| N.º                                                | Título       | Artista(s)      | Duración |  |
| 2.                                                 | «Follow You» | Imagine Dragons | 2:55     |  |

## Créditos
Adaptado del doble sencillo «Follow You / Cutthroat».
Follow You
- Interpretado por Imagine Dragons.
- Escrito por Dan Reynolds, Wayne Sermon, Ben McKee, Daniel Platzman, Joel Little, Elley Duhé, Fransisca Hall.
- Publicado por Imagine Dragons Publishing (BMI) / Universal/KIDinaKORNER, / (APRA) - EMI Blackwood Music Inc. (APRA / BMI), Universal Music Corp./Oleo Soul Publishing (ASCAP), EMI April Music, Inc. obo itself y Whataboutfran (ASCAP).
- Producido y Grabado por Joel Little en “Golden Age” (Los Ángeles, California) y “The Clubhouse” (Nueva Zelanda).
- Grabación Adicional en “Ragged Insomnia Studio” (Las Vegas, Nevada).
- Mezclado por Serban Ghenea.
- Ingeniería de Mezcla por John Hanes.
- Mezclado en “MixStar Studios” (Virginia Beach, VA).
- Masterizado por Randy Merrill en “Sterling Sound” (Nueva York).

℗ 2021 KIDinaKORNER/Interscope Records
Imagine Dragons
- Dan Reynolds: Voz.
- Wayne Sermon: Piano y Sintetizador.
- Ben McKee: Bajo.
- Daniel Platzman: Batería.

## Certificaciones
| País (Organismo certificador) | Certificaciones | Ventas certificadas | Ref.   |
| ----------------------------- | --------------- | ------------------- | ------ |
| Austria (IFPI)                | Platino         | 30 000              | [ 12 ] |
| Canadá (Music Canada)         | Platino         | 80 000              | [ 13 ] |
| Francia (SNEP)                | Platino         | 200 000             | [ 14 ] |
| Italia (FIMI)                 | Platino         | 70 000              | [ 15 ] |
| Polonia (ZPAV)                | Platino         | 50 000              | [ 16 ] |
| Portugal (AFP)                | Oro             | 5 000               | [ 17 ] |

## Historial de lanzamientos
| Región         | Fecha                 | Formato                                 | Versión            | Sello                           | Ref.          |
| -------------- | --------------------- | --------------------------------------- | ------------------ | ------------------------------- | ------------- |
| Varios         | 12 de marzo de 2021   | 7" Vinilo CD Descarga digital Streaming | Original           | KIDinaKORNER Interscope Records | [ 18 ] [ 19 ] |
| Italia         | 12 de marzo de 2021   | Contemporary hit radio                  | Original           | Universal Music Group           | [ 20 ]        |
| Estados Unidos | 23 de marzo de 2021   | Alternative radio                       | Original           | Interscope Records              | [ 21 ]        |
| Varios         | 4 de junio de 2021    | Descarga digital Streaming              | Summer ’21 Version | KIDinaKORNER Interscope Records | [ 22 ]        |
| Varios         | 4 de junio de 2021    | Streaming (edición de Spotify)          | Summer ’21 Version | KIDinaKORNER Interscope Records |               |
| Estados Unidos | 19 de octubre de 2021 | Contemporary hit radio                  | Original           | KIDinaKORNER Interscope Records | [ 23 ]        |